# Játék határok nélkül
A Játék határok nélkül (rövidítve: JHN, franciául: Jeux sans frontières) egy nemzetközi forgalmazásra készített francia televíziós show-műsor, amely Magyarországon az Magyar Televízióban volt látható 1993 és 1999 között. 2013 decemberétől az M3 csatorna ismételte a korábbi részeket. 2019-ben pedig Eurogames néven folytatódott a játéksorozat, de már nem az Európai Műsorsugárzók Uniója (EBU) által készítve, és csak egy évadot élt meg. Hasonló formátumú műsort jelenleg a spanyol Grand Prix, mely 2023-ban debütált újra (1995-ben Cuando Calienta el Sol néven futott), és a mai napig fut.
A játékos vetélkedő számos tarka, kreatív és összetett feladatot állított a részt vevő országok csapatai elé. A feladatok teljesítéséhez szükség volt az összehangolt csapatmunkára, a feladatok teljesítésének gondos megtervezésére, azaz a jó csapatszellemre, az ügyesség mellett a józan gondolkodásra.

## A játék története
A brit közszolgálati csatornán, a BBC-n az 1950-es évektől futott a Top Town című rádiós és televíziós műsor, melyben különböző városok humoros feladatokban versenyezhettek egymással. A műsor mintájára, 1962-ben indult el a francia televízió Intervilles című játéka. A két műsor kombinációjából jött létre az It’s a Knockout című játék, amely látványában és kivitelezésében már nagyon hasonlított a Játék határok nélkül-hez (bár színesben először csak 1970-ben láthatta a közönség az adást).
Az It's a Knockout játékban Charles de Gaulle, francia tábornok – majd későbbi miniszterelnök – nagy fantáziát látott. Arra gondolt, hogy egy humoros játék közelebb hozhatná egymáshoz Franciaország és Németország érdekeit a második világháború megpróbáltatásait követően. A játék igazi megvalósítására három francia férfi vállalkozott, akik már az egész kontinensre kiterjedő produkcióval rukkoltak elő. Az első játékot 1965. május 26-án rendezték meg, amelyen Franciaország – mint házigazda –, Németország, Belgium és Olaszország képviseltette magát. Ekkor még Nemzetek közötti játékok név alatt futott a műsor a tévében, de a nagy érdeklődés miatt, 1967-től a mezőnyt folyamatosan kibővítették, és a nevet is megváltoztatták.
A Játék határok nélkül nem csak az akkora már megerősödött Európai Unió tagjainak egységbe kovácsolását tűzte ki céljául, hanem minden Unión kívüli ország számára is esélyt adtak a játékban való részvételhez. Így került be Magyarország 1993-ban, és egészen 1999-ig minden évben részt vett egy magyar csapat a határtalan játékban. Hét év alatt háromszor nyertek a magyarok, 1993-ban és 1996-ban Kecskemét (mellyel a játék történetében legsikeresebb csapattá lett), 1998-ban pedig Százhalombatta csapata tudott diadalmaskodni a döntőben.
A magyar változat műsorvezetője Gundel Takács Gábor (az 1996-os első rész kivételével, amit Márton Csaba vezetett), az 1993-as kecskeméti, tizedik elődöntő házigazdája Vágó István volt. A műsor háziasszonya 1995-ig Geszler Dorottya, 1996-ban Farkas Beatrix, 1997-től Borbás Mária volt. Az 1995-ös évad budapesti döntőjét Geszler Dorottya szülése miatt Balogh Erika konferálta. Ebben az időszakban a játék főbírója a belga Denis Pettiaux volt. A magyar bírók Németh Lehel és Hovorka Orsolya voltak.
A játék időközben igen népszerűnek bizonyult. A nemzeti műsorszolgáltatók világszerte színpadra állították a saját változataikat. Ilyen volt például az amerikai Almost Anything Goes (1975–76), a brit Anything Goes (1980-as évek), az ausztrál It's a Knockout (1985–1987, 1998), vagy az argentin El Gran Juego de las Provincias (2006).
1982 és 1988 között anyagi gondok miatt szünetelt a játék, de ezt az időt leszámítva egészen 1999-ig műsoron volt. Összesen 20 ország vett részt benne. A legnagyobb nézettsége idején 110 millió néző követte a műsort Európa-szerte. A súlyos anyagi költségek azonban megálljt parancsoltak a legtöbb résztvevőnek, ezért sokan kihagyták az amúgy népszerű nyári játékokat.
A Játék határok nélkül 2007-ben indult volna újra nyolc ország részvételével (Belgium, Horvátország, Spanyolország, Görögország, Hollandia, Portugália, Szlovénia és Olaszország), ám pénzügyi okok miatt ez nem valósulhatott meg. 2008-ban szintén voltak jelek az újrakezdésre, de ebből sem lett semmi.
A játék régi felvételeit 2013. december 21-től, minden szombaton és vasárnap ismétli az M3 retrocsatorna.

### Az új sorozat
2014-ben, 15 évvel az utolsó széria után az MTVA csatlakozott az Intervilles International című francia műsorsorozathoz, ami a Játék határok nélkül utódjának tekinthető. A műsorban hat ország vett részt: Oroszország, Magyarország, Franciaország, Indonézia, Egyiptom és az amerikai kontinens képviselői (Brazília, Kanada, Egyesült Államok). A forgatás helyszíne a XV. kerületben működő, magyar tulajdonban lévő Origo Filmstúdió volt. Magyarországon továbbra is Játék határok nélkül címmel vetítik a játéksorozatot.

### Eurogames
2019-ben érkezett a hír, hogy az Európai Műsorsugárzók Uniója (EBU) elvesztette a műsor jogait, mely a Banijay Group-hoz került. A Banijay Group 2019-ben folytatni akarta a francia TV-vel együtt, ez azonban nem valósult meg. 
Ehelyett ebben az évben október 24-én Olaszország indította el Eurogames néven és a 2019-es helyszín Róma volt. Hat ország indult: Spanyolország (pirosban), Németország (sárgában), Olaszország (kékben), Görögország (tílben), valamint először Oroszország (zöldben) és Lengyelország (fehérben). A műsorstrúktúra és a játékszabályok nagyrészt a Jeux sans frontièreshez hasonlítanak (jokerezés, fonaljáték, nagyobb pontszám az utolsó játékban (igaz ezúttal nem dupla, hanem tripla pontokért megy), állandó játék, produkció és kisfilmek az adott városról), de az Intervillesból is kerültek át elemek (vízhordó játék, bajnokok fala, hat játékelem). Minden műsor elején és végén elhangzik a Jeux sans frontières főcímzenéjének gitáros változata, ezzel is jelképezve a jogutódlást.

## Részt vevő országok és eredményeik
1965 és 1999 között összesen 20 ország vett részt a 30 évad során.
| Ország             | Műsorsugárzó              | Részvétel időpontja                        | Évadok | Döntő Győzelmek                        | Elődöntő Győzelmek |
| ------------------ | ------------------------- | ------------------------------------------ | ------ | -------------------------------------- | ------------------ |
| Belgium            | BRT, RTBF                 | 1965–1982, 1988–1989                       | 20     | 2 (1965, 1982)                         | 28                 |
| Németország        | ARD                       | 1965–1980                                  | 16     | 6 (1966, 1967, 1968, 1969, 1976, 1977) | 31                 |
| Franciaország      | ORTF, Antenne 2, France 2 | 1965–1968, 1970–1982, 1988–1992, 1997–1999 | 25     | 3 (1965, 1975, 1979)                   | 20                 |
| Olaszország        | RAI                       | 1965–1982, 1988–1999                       | 30     | 4 (1970, 1978, 1991, 1999)             | 33                 |
| Svájc              | SRG SSR                   | 1967–1982, 1992–1999                       | 24     | 2 (1972, 1974)                         | 24                 |
| Egyesült Királyság | BBC                       | 1967–1982                                  | 16     | 4 (1969, 1971, 1973, 1981)             | 12                 |
| Hollandia          | NCRV, TROS                | 1970–1977, 1997–1998                       | 10     | 0                                      | 13                 |
| Liechtenstein      | Műsorsugárzó nélkül       | 1976                                       | 1[a]   | 0                                      | 0 (Legjobb: 4.)    |
| Jugoszlávia        | JRT                       | 1978–1982, 1990                            | 6      | 0                                      | 9                  |
| Portugália         | RTP                       | 1979–1982, 1988–1998                       | 15     | 5 (1980, 1981, 1988, 1989, 1997)       | 37                 |
| Spanyolország      | TVE                       | 1988, 1990–1992                            | 4      | 1 (1990)                               | 4                  |
| San Marino         | SMRTV                     | 1989–1991                                  | 3      | 0                                      | 4                  |
| Wales              | S4C                       | 1991–1994                                  | 4      | 0                                      | 4                  |
| Tunézia            | ERTT                      | 1992                                       | 1      | 0                                      | 0 (Legjobb: 2.)    |
| Csehszlovákia[b]   | ČST                       | 1992                                       | 1      | 1 (1992)                               | 2                  |
| Csehország         | ČT                        | 1993–1995                                  | 3      | 2 (1994, 1995)                         | 4                  |
| Görögország        | ERT                       | 1993–1999                                  | 7      | 0                                      | 3                  |
| Magyarország       | MTV                       | 1993–1999                                  | 7      | 3 (1993, 1996, 1998)                   | 15                 |
| Szlovénia          | RTVSLO                    | 1994, 1996, 1997, 1999                     | 4      | 0                                      | 8                  |
| Málta              | PBS                       | 1994, 1995                                 | 2      | 0                                      | 0 (Legjobb: 3.)    |

↑ a: Liechtenstein csak az 1976-os játék egyik elődöntőjében vett részt beugróként, Svájc megüresedett helyén.
↑ b: Csehszlovákia 1992-ben vett részt a műsorban, de a csapatát csak cseh tagok alkották. Mint önálló ország, Csehország 1993-ban vett részt a játékokon, azonban Szlovákia egyszer sem indult a versenyen.

## A versenyek győztesei
| Év   | A döntő helyszíne                                     | A győztes csapat     | Szín |
| ---- | ----------------------------------------------------- | -------------------- | ---- |
| 1965 | Ciney, Belgium és Saint-Amand-les-Eaux, Franciaország | Ciney                |      |
| 1965 | Ciney, Belgium és Saint-Amand-les-Eaux, Franciaország | Saint-Amand-les-Eaux |      |
| 1966 | Eichstadt, Németország és Jambes, Belgium             | Eichstätt            |      |
| 1967 | Bardenberg, Németország                               | Bardenberg           |      |
| 1968 | Brüsszel, Belgium                                     | Siegen               |      |
| 1969 | Blackpool, Egyesült Királyság                         | Shrewsbury           |      |
| 1969 | Blackpool, Egyesült Királyság                         | Wolfsburg            |      |
| 1970 | Verona, Olaszország                                   | Como                 |      |
| 1971 | Essen, Németország                                    | Blackpool            |      |
| 1972 | Lausanne, Svájc                                       | La Chaux-de-Fonds    |      |
| 1973 | Párizs, Franciaország                                 | Ely                  |      |
| 1974 | Leiden, Hollandia                                     | Muotathal            |      |
| 1975 | Ypres, Belgium                                        | Nancy                |      |
| 1976 | Blackpool, Egyesült Királyság                         | Ettlingen            |      |
| 1977 | Ludwigsburg, Németország                              | Schliersee           |      |
| 1978 | Montecatini Terme, Olaszország                        | Abano Terme          |      |
| 1979 | Bordeaux, Franciaország                               | Bar-le-Duc           |      |
| 1980 | Namur, Belgium                                        | Vilamoura            |      |
| 1981 | Belgrád, Jugoszlávia                                  | Dartmouth            |      |
| 1981 | Belgrád, Jugoszlávia                                  | Lisszabon            |      |
| 1982 | Urbino, Olaszország                                   | Rochefort            |      |
| 1988 | Bellagio, Olaszország                                 | Madeira              |      |
| 1989 | Madeira, Portugália                                   | Ponta Delgada        |      |
| 1990 | Treviso, Olaszország                                  | Jaca                 |      |
| 1991 | Saint Vincent, Olaszország                            | Vigevano             |      |
| 1992 | Azori-szigetek                                        | Třebíč               |      |
| 1993 | Karlovy Vary, Csehország                              | Kecskemét            |      |
| 1994 | Cardiff, Egyesült Királyság                           | Česká Třebová        |      |
| 1995 | Budapest, Magyarország                                | Brno                 |      |
| 1996 | Torino, Olaszország                                   | Kecskemét            |      |
| 1997 | Lisszabon, Portugália                                 | Amadora              |      |
| 1998 | Trento, Olaszország                                   | Százhalombatta       |      |
| 1999 | Le Castella, Olaszország                              | Bolzano              |      |

## Magyar vonatkozású évek
| Az eredeti sorozat - Játék határok nélkül 1993 - Játék határok nélkül 1994 - Játék határok nélkül 1995 - Játék határok nélkül 1996 - Játék határok nélkül 1997 - Játék határok nélkül 1998 - Játék határok nélkül 1999 | Az új sorozat - Játék határok nélkül 2014 - Játék határok nélkül 2015 |

## Zene
- Marc-Antoine Charpentier – Te Deum - AZ EBU hivatalos dala
- Jacques Revaux – Jeux Sans Frontieres - A verseny hivatalos dala
- Peter Gabriel – Games Without Frontiers - A verseny által inspirált dal